# Pio Laghi
Pio Laghi (Forlí, 21 de mayo de 1922 - Roma 10 de enero de 2009) fue un arzobispo católico, cardenal y diplomático de la Santa Sede, cardenal patrono de la Soberana Orden de Malta, de la que era bailío gran cruz de honor y devoción. Además celebrante principal de la boda real del príncipe Filiberto de Saboya, nieto del último rey de Italia y hederero de la Corona de Italia en 2003.
Estudió filosofía y teología en el Seminario de Forlì, y fue ordenado presbítero por Giuseppe Battaglia, obispo de Faenza, el 20 de abril de 1946. Entró en la Secretaría de Estado de la Santa Sede en 1952.
Tuvo diversos destinos de carácter diplomático. Fue delegado apostólico en los Estados Unidos y en Israel, y desempeñó tareas en Nicaragua y la India. En 1964 retornó a Roma y cinco años después, el 24 de mayo de 1969, Pablo VI lo nombró delegado apostólico para Jerusalén y Palestina, y lo eligió arzobispo titular de Mauriana, y consagrado el 22 de junio de 1964. Luego fue pronunció en Chipre (1973) y nuncio apostólico en Argentina (del 27 de abril de 1974 al 21 de diciembre de 1980), y luego en Estados Unidos. 
Monseñor Pío Laghi figura en el número 55 de la famosa lista de  Mino Pecorelli sobre la Masonería Vaticana. 
En 1978 tuvo un rol destacado en la mediación que previno la guerra entre Argentina y Chile por las disputas sobre la soberanía de las Islas Picton, Lennox y Nueva conocidas como Conflicto del Beagle. Fue creado cardenal el 28 de junio de 1991.
Murió por una insuficiencia cardiovascular causada por problemas hematológicos a los 86 años.
Escribió varias obras como la de "Presencia de la Iglesia en la Universidad y en la cultura universitaria"